# Zircone stabilisée à l'oxyde d'yttrium

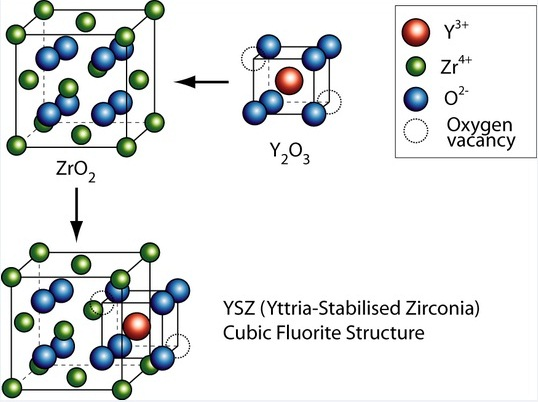
Structure cristalline de la zircone stabilisée à l'oxyde d'yttrium(III) indiquant les lacunes d'oxygène.

La zircone stabilisée à l'oxyde d'yttrium, ou YSZ, souvent appelée plus simplement zircone stabilisée à l'yttria, est une céramique réfractaire constituée de dioxyde de zirconium (ZrO2) ou zircone, dont la structure cristalline est stabilisée sous sa forme cubique ou tétragonale à température ambiante par de l'oxyde d'yttrium(III) (Y2O3). 
Le dioxyde de zirconium pur passe en effet par une série de transitions de phase en se refroidissant : il se solidifie en une phase cubique à 2 680 °C et devient tétragonal à environ 2 370 °C puis monoclinique à 1 173 °C jusqu'à la température ambiante. Ceci complique sa mise en forme par frittage en raison du changement de volume d'environ 5 % qui accompagne la transition de phase de tétragonale à monoclinique, à l'occasion de laquelle se forment de fortes contraintes de cisaillement qui fragilisent les joints de grains et sont susceptibles de générer des fissures à travers le matériau. C'est la raison pour laquelle il est nécessaire de stabiliser la zircone dans sa structure cristalline cubique ou tétragonale jusqu'à la température ambiante, ce qu'on réalise en introduisant des cations un peu plus gros que ceux de zirconium (Zr4+), dont le rayon ionique cristallin de 86 pm est légèrement trop petit pour maintenir la structure cubique à faces centrées de type fluorine à température ambiante. On introduit ainsi une fraction molaire d'un oxyde métallique ayant des cations un peu plus gros et de valence inférieure — par exemple 86 pm pour Mg2+, 114 pm pour Ca2+ et 104 pm pour Y3+ — pour stabiliser à température ambiante les propriétés macroscopiques telles que la résistance mécanique et la translucidité de la zircone cubique. On obtient cet effet jusqu'à 1 000 °C avec typiquement 16 % molaires d'oxyde de calcium (CaO) ou d'oxyde de magnésium (MgO), ou 8 à 8,5 % molaires d'oxyde d'yttrium (Y2O3) dans ce qu'on appelle le 8YSZ ; des études ont cependant montré que ce taux d'oxyde d'yttrium n'est en réalité pas suffisant pour stabiliser complètement la zircone à haute température et qu'une fraction molaire de 9 à 9,5 % est nécessaire pour assurer une stabilisation jusqu'à 1 000 °C.
Outre la stabilisation de la phase cubique ou tétragonale de la zircone, le dopage à l'oxyde d'yttrium a pour effet d'introduire des lacunes d'oxygène dans le cristal dans la mesure où certains cations Zr4+ tétravalents sont remplacés par des cations Y3+ trivalents, de sorte qu'une lacune d'anion O2− est introduite pour deux cations Y3+. Il s'ensuit que la zircone stabilisée à l'oxyde d'yttrium présente à la fois une faible conductivité électrique, un peu supérieure à 1 S/m,, et une bonne perméabilité à l'oxygène, ce qui en fait un matériau intéressant comme conducteur superionique pour pile à combustible à oxyde solide, ou SOFC.

## Propriétés et applications
Aux faibles concentrations de dopants, la conductivité ionique des zircones stabilisées croît avec la fraction molaire d'oxyde d'yttrium. Elle atteint un maximum aux alentours de 8 à 9 % molaires pour une gamme de températures de 800 à 1 200 °C,. La difficulté vient de ce que ce matériau se trouve précisément, à ces concentrations d'yttrium et à ces températures, dans une zone à deux phases, cubique et tétragonale, du diagramme de phases de la zircone stabilisée à l'oxyde d'yttrium, ce qui conduit à la formation de domaines nanométriques alternativement appauvris et enrichis en yttrium qui dégradent ses propriétés électriques en fonctionnement ainsi que sa conductivité ionique pour l'oxygène d'environ 40 % à 950 °C en 2 500 heures. Par ailleurs, des impuretés telles que le nickel, lorsqu'elles sont dissoutes dans le 8YSZ à l'issue par exemple du mode de production des piles à combustible, peuvent accélérer la vitesse de décomposition du 8YSZ de plusieurs ordres de grandeur, ce qui en dégrade la conductivité dès la gamme de températures de 500 à 700 °C.
La zircone stabilisée à l'oxyde d'yttrium est utilisée dans de nombreuses applications courantes :
- par exemple pour réaliser des couronnes dentaires en raison de sa dureté et de son inertie chimique ;
- comme barrière thermique dans les réacteurs d'avion[12] et les turbines à gaz en raison de sa nature réfractaire ;
- comme électrocéramique en raison de sa conductivité ionique, par exemple pour déterminer le taux d'oxygène dans les gaz d'échappement, pour mesurer le pH de solutions aqueuses à haute température, dans des piles à combustible, etc. ;
- pour la production de piles à combustible à oxyde solide (SOFC) comme conducteur superionique permettant la diffusion des anions O2− tout en limitant la conductivité électrique à température relativement élevée, d'environ 800 à 1 000 °C[13]. La masse volumique élevée du 8YSZ est également utile pour séparer physiquement le combustible gazeux de l'oxygène afin de pouvoir produire de la puissance électrique[14] ;
- dopée avec des terres rares, comme matériau luminescent thermographique pour thermomètres infrarouges[15] ;
- dans les lames en céramique de couteaux de cuisine ;
- sous forme de monocristaux transparents taillés pour simuler des diamants en joaillerie ;
- boîtiers de montre de certains fabricants horlogers, comme Bell & Ross[16] ;
- etc.